# بيسي غريفين
بيسي غريفين (بالإنجليزية: Bessie Griffin)‏ هي مقدمة برامج إذاعية ومغنية أمريكية، ولدت في 6 يوليو 1922 في نيو أورلينز في الولايات المتحدة، وتوفيت في 10 أبريل 1989.

## وصلات خارجية
- بيسي غريفين على موقع ميوزك برينز (الإنجليزية)
- بيسي غريفين على موقع ديسكوغز (الإنجليزية)